# Bittenfelder

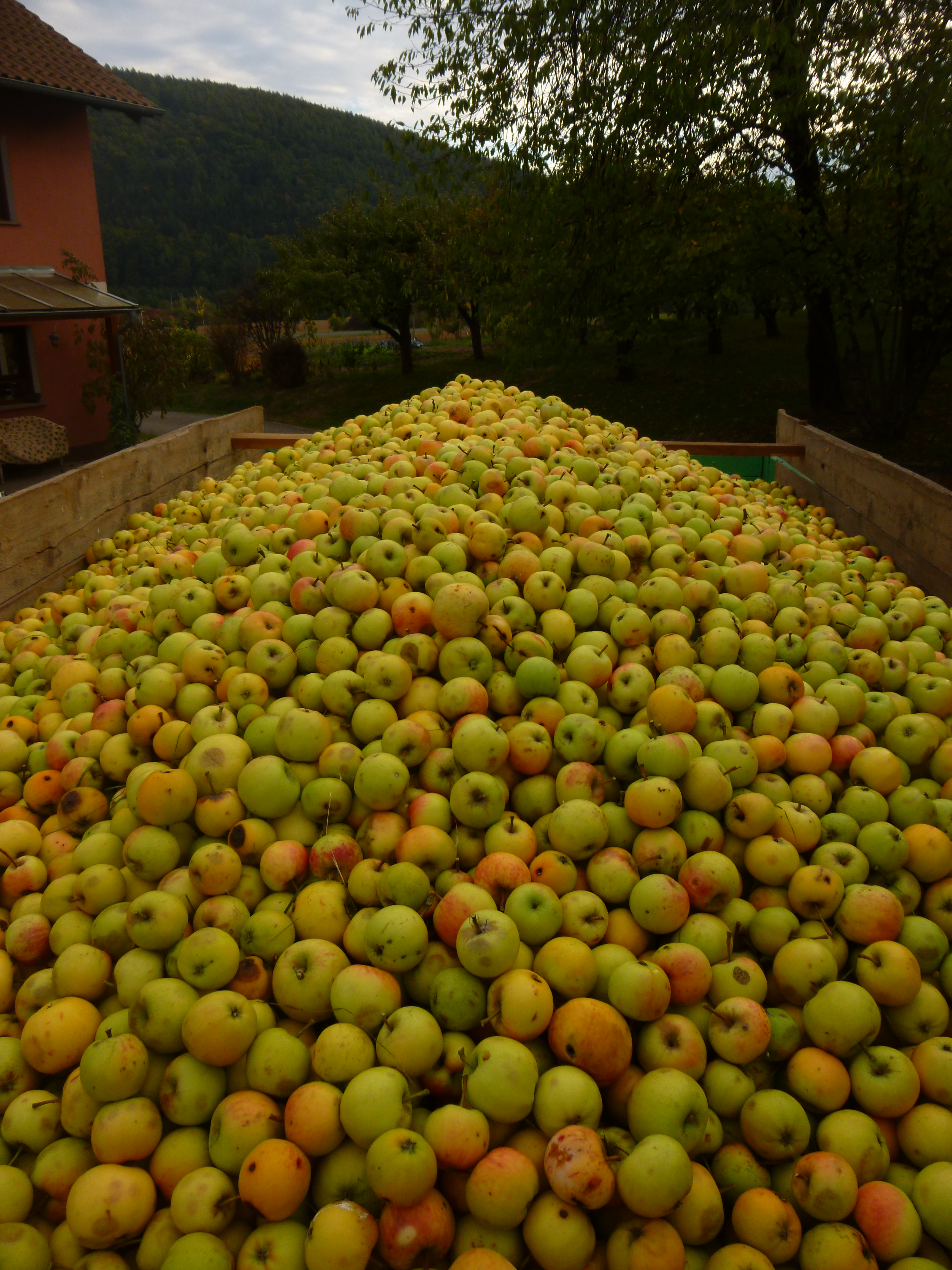
Nach dem sehr trockenen und heißen Sommer 2018 geerntete Bittenfelder auf einem 8-t-Anhänger. Die Früchte sind im Vergleich zu anderen Jahren ungewöhnlich klein.

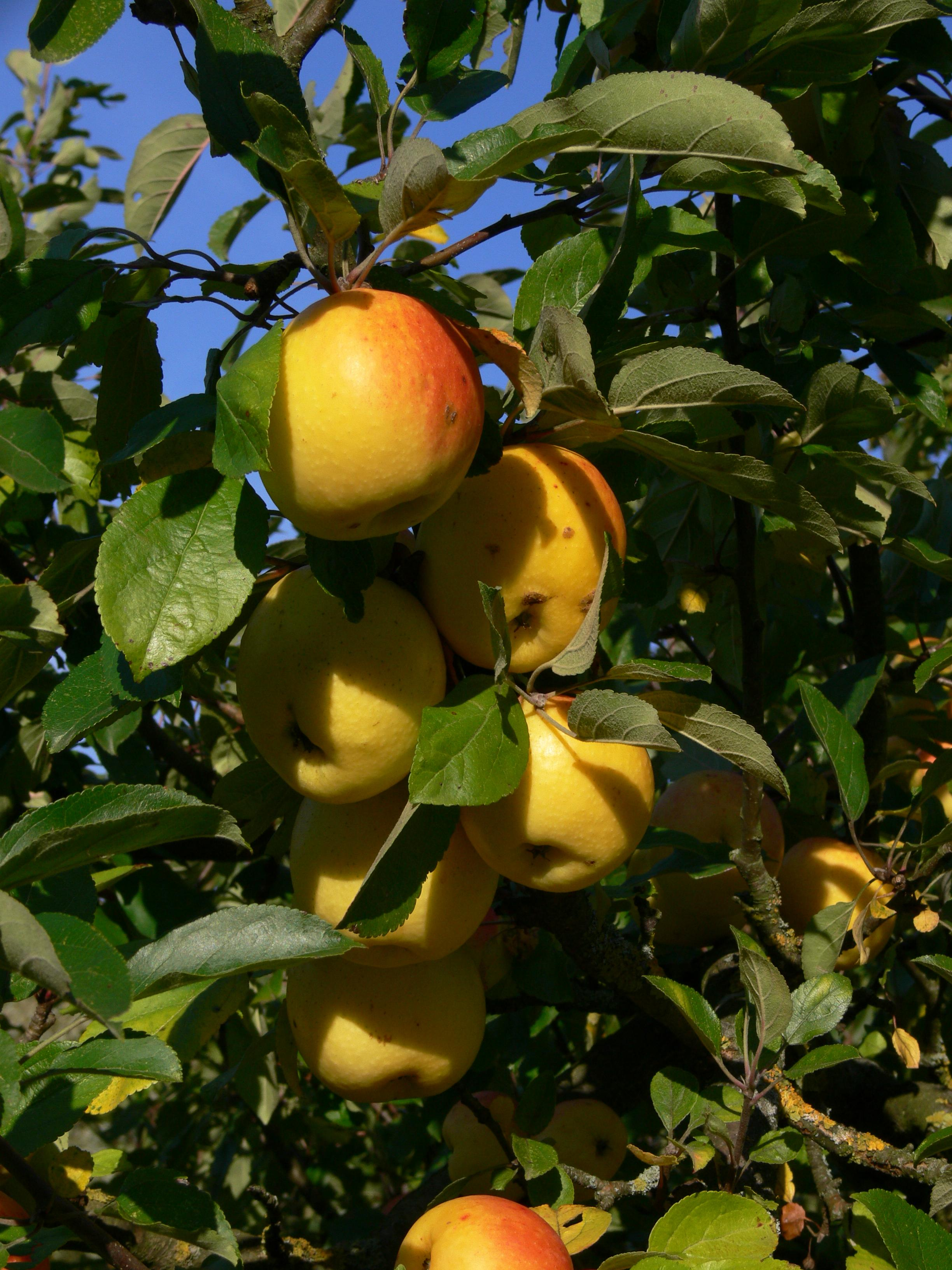
Bittenfelder

Der Bittenfelder, auch Bittenfelder Sämling genannt, ist eine der zahlreichen Sorten des Kulturapfels.
Der Bittenfelder ist ein Zufallssämling aus Bittenfeld, Waiblingen, Baden-Württemberg und ist benannt nach dem Waiblinger Teilort Bittenfeld. Er zählt zu den besten Sorten für Gär- und Süßmost, da die saftigen Früchte einen hohen Zucker- und Säuregehalt aufweisen.

## Eigenschaften
Die Sorte zeichnet sich durch robuste und langlebige Bäume aus, die eine hohe Widerstandskraft gegen Krankheiten und Frost aufweisen. Der Bittenfelder eignet sich daher gut für den Anbau auf Streuobstwiesen.
Die ursprünglich süddeutsche Sorte bildet zwar erst nach drei Jahren einen Stamm, wächst danach jedoch verhältnismäßig stark. Dadurch eignet sie sich gut als Unterlage beim Pfropfen, wobei sie alle Sorten gut annimmt.
Die Früchte sind meist klein bis maximal mittelgroß, anfangs hellgrün gefärbt bei matter, nicht fettiger Schale, verfärben sich aber bei zunehmender Reife zitronengelb mit sonnenwärts rot-oranger Deckfarbe. Das Fleisch ist sehr fest mit, trotz des hohen Zuckergehalts, deutlich hervortretender Säure, was manchem Liebhaber saurer Früchte zuspricht, jedoch, gepaart mit der meist sehr geringen Größe, die generelle Empfehlung als Tafelapfel verhindert. Die Äpfel im Kroneninneren, die nicht direkter Sonneneinstrahlung ausgesetzt sind, bleiben oft grün, sind kleiner und schmecken deutlich saurer und bitterer.
Der sehr starke Wuchs des Baumes im Alter macht einen jährlichen Auslichtungs- und Instandhaltungsschnitt erforderlich, sonst wird die Krone sehr schnell zu dicht.

## Besonderheiten
Die Äpfel reifen Ende Oktober bis Mitte November und sind bis März lagerfähig. Da die Früchte sehr fest am Baum hängen und so spät reifen, zieren mitunter noch nach den ersten Schneefällen die Früchte den Baum. Die vor der Pflückreife bereits zu Boden gefallenen Äpfel faulen im Vergleich zu vielen anderen Sorten außerordentlich langsam, was das händische Auflesen erleichtert.
Da der Bittenfelder eine der wenigen selbstfruchtbaren Apfelsorten ist, fallen seine Sämlinge alle recht ähnlich aus. Damit kann eine gleichmäßige Qualität bei der Aufzucht erreicht werden und die Sorte wird daher bevorzugt als Unterlage für die Veredelung von Halb- und Hochstämmen verwendet.